# Возчики камней
«Возчики камней», также «Пейзаж с возчиками камней» — картина фламандского живописца Питера Пауля Рубенса, написанная им около 1620 года.
На картине изображен сумрачный пейзаж: нагромождения скал и камней, причудливо изогнутые стволы деревьев, корней и ветвей, грозовое небо. Картина выходит за границы традиционного пейзажного жанра и обретает подлинно философское содержание, что свойственно раннему периоду творчества художника, к которому относится это произведение. Но философия картины выражена не дидактически, а пластически, исключительно живописными средствами. Как справедливо писал С. М. Даниэль, «сферическая перспектива превращает изображение случайного эпизода — тяжёлая повозка с камнями застряла в колее — в подлинно космический пейзаж». Причудливой формы грот во вкусе живописцев раннего итальянского Возрождения обозначает центр картины, а его просвет «втягивает взгляд в глубину». По обе стороны грота возникают два мира, каждый с собственной перспективой. Слева — низкий горизонт и вечер, справа — высокий горизонт, утро и свет. «Чаша ночи» перевешивает «чашу дня». Момент смены дня и ночи в системе центральной перспективы обретает философский смысл круговорота природы, вечного движения, стихии, посреди которых борется за свою краткую жизнь человек. В центральной точке изображения «пространство и время как бы завязываются узлом и их движение приостанавливается и оценивается зрителем как настоящее — момент созерцания картины». Так формальная структура, конструкция изображения переводятся в содержательный план философской аллегории.
Картина «Возчики камней» с 1661 г. находилась в собрании кардинала Мазарини в Париже. В начале 1779 г. приобретена императрицей Екатериной II вместе с многими другими произведениями итальянских, французских, испанских, голландских и фламандских живописцев из коллекции Р. Уолпола, хранившейся в родовом имении Хоутон-холл. В настоящее время картина находится в Государственном Эрмитаже.